# Peter Rummel (Theologe)
Peter Rummel (* 4. Dezember 1927 in Landeshut, Provinz Niederschlesien; † 6. Oktober 2014 in Memmingen) war ein deutscher katholischer Theologe.

## Leben
Peter Rummel studierte Theologie und empfing am 22. Mai 1955 in Dillingen an der Donau die Priesterweihe. Neben seinen weiteren Studien und der späteren Lehrtätigkeit war er in der Pfarrseelsorge in Nördlingen (1955–1958), Lamerdingen (1958–1963) und Donaualtheim (1963–2002) tätig.
1968 wurde er an der Universität München mit der Dissertation P. Julius Priscianensis SJ 1542–1607. Ein Beitrag zur Geschichte der katholischen Restauration der Klöster im Einflußbereich der ehemaligen Universität Dillingen zum Dr. theol. promoviert. Im gleichen Jahr wurde er Professor für Bistumsgeschichte am Priesterseminar in Dillingen.
Von 1971 bis 2001 war Rummel 1. Vorsitzender des Vereins für Augsburger Bistumsgeschichte und seit November 2002 dessen Ehrenvorsitzender. Im Jahr 1972 wurde er Mitglied der Schwäbischen Forschungsgemeinschaft.
Nach seiner Emeritierung im Jahr 2002 lebte er in Ronsberg, wo er bis 2010 seelsorglich tätig war. Sein Grab befindet sich auf dem Bergfriedhof in Ronsberg.
Für seine Verdienste wurde er mit dem Ehrentitel eines Päpstlichen Ehrenprälaten ausgezeichnet.

## Veröffentlichungen (Auswahl)
- Johann Evangelist Wagner. ein Leben für andere. München 2010, ISBN 978-3-7698-1820-8.
- Das Heilige Grab in Maria Medingen, Lindenberg 2000, ISBN 3-933784-87-5.
- Bischof Ulrich von Augsburg. Reihe Hagiographie, Ikonographie, Volkskunde Nr. [40]109. Schnell & Steiner. München, Regensburg 1993.
- Ulrich von Augsburg. Bischof, Reichsfürst, Heiliger. Augsburg 1992. ISBN 3-929246-01-5.
- Katholisches Leben in der Reichsstadt Augsburg (1650–1806). Verein für Augsburger Bistumsgeschichte. Augsburg 1984.
- Julius Priscianensis S. J. 1542–1607 : Ein Beitrag zur Geschichte der katholischen Restauration der Klöster im Einflußbereich der ehemaligen Universität Dillingen (Dissertation). Veröffentlichungen der Schwäbischen Forschungsgemeinschaft bei der Kommission für Bayerische Landesgeschichte. Augsburg 1968.
- Mit Julius Oswald: Petrus Canisius, Reformer der Kirche. Sankt Ulrich, Augsburg 1996, ISBN 978-3-929246-17-9.
- Die Augsburger Bischöfe, Weihbischöfe und Generalvikare vom 17. Jahrhundert bis zum 2. Vatikanischen Konzil (1598–1963). In: Jahrbuch des Vereins für Augsburger Bistumsgeschichte. Bd. 24, 1990, ISSN 0341-9916, S. 25–114, hier S. 78 f.